# Syracuse (Kansas)
Syracuse település az Amerikai Egyesült Államok Kansas államában, Hamilton megyében, melynek megyeszékhelye is. Lakosainak száma 1826 fő (2020. április 1.).

## Népesség
A település népességének változása:

| 2010 | 1 812 |
| 2020 | 1 826 |